# Fusões e aquisições
Fusões e aquisições (F&A) (inglês: Mergers and acquisitions (M&A)) são transações comerciais nas quais a propriedade de empresas, organizações empresariais ou suas unidades operacionais é transferida ou consolidada com outra empresa ou organização empresarial. Como um aspecto da gestão estratégica, as fusões e aquisições podem permitir que as empresas cresçam ou diminuam e mudem a natureza dos seus negócios ou posição competitiva.
Tecnicamente, uma merger é a consolidação legal de duas entidades empresariais em uma, enquanto uma acquisition ocorre quando uma entidade assume a propriedade do capital social, participações societárias ou ativos de outra entidade. Um acordo pode ser chamado de “fusão de iguais” se ambos os CEOs concordarem que a adesão é do interesse de ambas as empresas. Do ponto de vista jurídico e financeiro, tanto as fusões como as aquisições resultam geralmente na consolidação de ativos e passivos numa entidade, e a distinção entre as duas nem sempre é clara.
Na maioria dos países, as fusões e aquisições devem cumprir as leis antitruste ou de concorrência. Nos Estados Unidos, por exemplo, a Lei Clayton proíbe qualquer fusão ou aquisição que possa "diminuir substancialmente a concorrência" ou "tender a criar um monopólio".

## Aquisição
Uma aquisição é a compra de um negócio ou empresa por outra empresa ou outra entidade empresarial. Alvos de aquisição específicos podem ser identificados por meio de inúmeras vias, incluindo pesquisas de mercado, exposições comerciais enviadas por unidades de negócios internas ou análises da cadeia de suprimentos.
Uma fusão ocorre quando duas empresas se combinam para formar uma nova empresa e nenhuma das empresas anteriores permanece de propriedade independente. As aquisições são divididas em aquisições "privadas" e "públicas", dependendo se a empresa adquirida ou incorporadora (também chamada de alvo) está ou não listada em bolsa de valores. Algumas empresas públicas confiam nas aquisições como uma importante estratégia de criação de valor. Uma dimensão ou categorização adicional consiste em saber se uma aquisição é amigável ou hostil.
Alcançar o sucesso das aquisições provou ser muito difícil, embora vários estudos tenham mostrado que 50% das aquisições não tiveram sucesso. Os “adquirentes em série” parecem ter mais sucesso com fusões e aquisições do que as empresas que fazem aquisições apenas ocasionalmente (ver Douma & Schreuder, 2013, capítulo 13).
Se uma compra é percebida como “amigável” ou “hostil” depende significativamente de como a aquisição proposta é comunicada e percebida pelo conselho de administração, funcionários e acionistas da empresa-alvo. É normal que as comunicações de acordos de fusões e aquisições ocorram numa chamada “bolha de confidencialidade”, em que o fluxo de informações é restringido nos termos de acordos de confidencialidade. No caso de uma transação amigável, as empresas cooperam nas negociações; no caso de um acordo hostil, o conselho e/ou a administração da empresa-alvo não estão dispostos a ser comprados ou o conselho da empresa-alvo não tem conhecimento prévio da oferta. As aquisições hostis podem, e muitas vezes o fazem, tornar-se, em última análise, "amigáveis", à medida que o adquirente obtém o endosso da transação por parte do conselho da empresa adquirida. Isso geralmente requer uma melhoria nos termos da oferta e/ou através de negociação.
"Aquisição" geralmente se refere à compra de uma empresa menor por uma empresa maior. Às vezes, porém, uma empresa menor adquire o controle de gestão de uma empresa maior e/ou estabelecida há mais tempo e mantém o nome desta última para a entidade combinada pós-aquisição. Isso é conhecido como aquisição reversa.
A evidência combinada sugere que os acionistas das empresas adquiridas obtêm “retornos anormais” positivos significativos, enquanto os acionistas da empresa adquirente têm maior probabilidade de experimentar um efeito de riqueza negativo.
Os termos “demerger”, “spin-off” e "spin-out" são por vezes utilizados para indicar uma situação em que uma empresa se divide em duas, gerando uma segunda empresa que pode ou não ser listada separadamente em bolsa de valores.
De acordo com as visões baseadas no conhecimento, as empresas podem gerar maiores valores através da retenção de recursos baseados no conhecimento que geram e integram. Extrair benefícios tecnológicos durante e após a aquisição é uma questão sempre desafiadora devido às diferenças organizacionais. Com base na análise de conteúdo de sete entrevistas, os autores concluíram os seguintes componentes para seu modelo fundamentado de aquisição:
1. A documentação inadequada e a alteração do conhecimento implícito dificultam o compartilhamento de informações durante a aquisição.
2. Para a empresa adquirida, a independência simbólica e cultural, que é a base da tecnologia e das capacidades, é mais importante do que a independência administrativa.
3. A troca detalhada de conhecimento e as integrações são difíceis quando a empresa adquirida é grande e tem alto desempenho.
4. A gestão dos executivos da empresa adquirida é fundamental em termos de promoções e incentivos salariais para utilizar seu talento e valorizar sua experiência.
5. A transferência de tecnologias e capacidades é a tarefa mais difícil de gerir devido às complicações da implementação da aquisição. O risco de perda de conhecimento implícito está sempre associado ao ritmo acelerado de aquisição.

## Estruturas jurídicas
Uma aquisição corporativa pode ser estruturada legalmente como uma "compra de ativos" em que o vendedor vende ativos e passivos comerciais ao comprador, uma "compra de ações" em que o comprador adquire participações acionárias em uma empresa-alvo de um ou mais acionistas vendedores ou uma "fusão" na qual uma pessoa jurídica é combinada em outra entidade por força do(s) estatuto(s) de direito societário da jurisdição das entidades incorporadas.
As compras de ativos são comuns em transações tecnológicas em que o comprador está mais interessado em determinados direitos de propriedade intelectual, mas não pretende adquirir passivos ou outras relações contratuais. Uma estrutura de compra de ativos também pode ser usada quando o comprador deseja comprar uma determinada divisão ou unidade de uma empresa que não seja uma entidade legal separada. Os desinvestimentos apresentam uma variedade de desafios únicos, como a identificação dos ativos e passivos que pertencem exclusivamente à unidade que está sendo vendida, a determinação se a unidade depende de serviços de outras partes da organização do vendedor, a transferência de funcionários, a movimentação de autorizações e licenças e a proteção contra concorrência potencial do vendedor no mesmo setor de negócios após a conclusão da transação.

### Tipos de fusões
Do ponto de vista econômico, as combinações de negócios também podem ser classificadas como fusões (ou aquisições) horizontais, verticais e conglomeradas. Uma fusão horizontal ocorre entre dois concorrentes do mesmo setor. Uma fusão vertical ocorre quando duas empresas se combinam ao longo da cadeia de valor, como quando uma empresa compra um antigo fornecedor (integração a montante) ou um antigo cliente (integração a montante). Quando não há relacionamento estratégico entre uma empresa adquirente e seu alvo, isso é chamado de fusão de conglomerado.
A forma de fusão mais frequentemente utilizada é a fusão triangular, onde a empresa-alvo se funde com uma empresa de fachada de propriedade integral do comprador, tornando-se assim uma subsidiária do comprador. Em uma "fusão triangular direta", a empresa-alvo se funde com a subsidiária, sendo a subsidiária a empresa sobrevivente da fusão; uma "fusão triangular reversa" é semelhante, exceto que a subsidiária se funde na empresa-alvo, com a empresa-alvo sobrevivendo à fusão.

## Documentação
A documentação de uma transação de M&A geralmente começa com uma carta de intenções. A carta de intenções geralmente não obriga as partes a se comprometerem com uma transação, mas pode vincular as partes a obrigações de confidencialidade e exclusividade para que a transação possa ser considerada através de um processo de Diligência prévia envolvendo advogados, contadores, consultores fiscais e outros profissionais, bem como empresários de ambos os lados.

## Avaliação de negócios
Os ativos de uma empresa são penhorados a duas categorias de partes interessadas: proprietários de ações e proprietários de dívidas pendentes da empresa. O valor central de um negócio, que é acumulado para ambas as categorias de partes interessadas, é chamado de Enterprise Value (EV), enquanto o valor que é acumulado apenas para os acionistas é o Valor Patrimonial (também chamado de capitalização de mercado para empresas listadas). O Enterprise Value reflete uma avaliação neutra da estrutura de capital e é frequentemente a forma preferida de comparar valor, uma vez que não é afetado pela decisão estratégica de uma empresa ou da administração de financiar o negócio através de dívida, capital ou uma parte de ambos.

## Motivação

### Melhorar o desempenho financeiro ou reduzir riscos
A lógica dominante utilizada para explicar a atividade de F&A é que as empresas adquirentes procuram melhorar o desempenho financeiro ou reduzir o risco. Os seguintes motivos são considerados para melhorar o desempenho financeiro ou reduzir o risco:
- Economia de escala: Refere-se ao facto de que a empresa combinada pode muitas vezes reduzir os seus custos fixos removendo departamentos ou operações duplicadas, reduzindo os custos da empresa em relação ao mesmo fluxo de receitas, aumentando assim as margens de lucro.
- Economia de escopo: Refere-se às eficiências associadas principalmente às mudanças do lado da demanda, como aumentar ou diminuir o escopo de marketing e distribuição de diferentes tipos de produtos.
- Aumento das receitas ou da quota de mercado: Isto pressupõe que o comprador absorverá um concorrente importante e, assim, aumentará o seu poder de mercado (ao capturar uma maior quota de mercado) para definir os preços.
- Venda cruzada: por exemplo, um banco que compra uma corretora de valores poderia então vender seus produtos bancários aos clientes da corretora de valores, enquanto o corretor pode inscrever os clientes do banco em contas de corretagem. Ou um fabricante pode adquirir e vender produtos complementares.
- Sinergia: Por exemplo, economias gerenciais como a maior oportunidade de especialização gerencial. Outro exemplo são as economias de compra devido ao aumento do tamanho dos pedidos e aos descontos associados na compra a granel.
- Tributação: Uma empresa lucrativa pode comprar um prejuízo para usar a perda da meta como vantagem, reduzindo sua obrigação fiscal. Nos Estados Unidos e em muitos outros países, existem regras para limitar a capacidade das empresas lucrativas de “comprar” empresas deficitárias, limitando a motivação fiscal de uma empresa adquirente.
- Diversificação geográfica ou outra: destina-se a suavizar os resultados de ganhos de uma empresa, o que, a longo prazo, suaviza o preço das ações de uma empresa, dando aos investidores conservadores mais confiança para investir na empresa. No entanto, isto nem sempre proporciona valor aos acionistas (ver abaixo).
- Transferência de recursos: os recursos são distribuídos de forma desigual entre as empresas (Barney, 1991) e a interação entre os recursos da empresa alvo e da empresa adquirente pode criar valor através da superação da assimetria de informação ou da combinação de recursos escassos.[14]
- Integração vertical: A integração vertical ocorre quando uma empresa upstream e downstream se fundem (ou uma adquire a outra). Existem vários motivos para que isso ocorra. Uma razão é internalizar um problema de externalidade.[15]
- Contratação (acqui-hire): algumas empresas utilizam as aquisições como alternativa ao processo normal de contratação. Isso é especialmente comum quando o alvo é uma pequena empresa privada ou está em fase inicial. Neste caso, a empresa adquirente simplesmente contrata (“adquire”) o pessoal da empresa privada alvo, adquirindo assim o seu talento (se esse for o seu principal ativo e apelo).
- Absorção de negócios semelhantes sob gestão única: uma carteira semelhante investida por dois fundos mútuos diferentes, nomeadamente o fundo unido do mercado monetário e o fundo unido de crescimento e rendimento, fez com que a gestão absorvesse o fundo unido do mercado monetário num fundo unido de crescimento e rendimento.
- Acesso a ativos ocultos ou inadimplentes (terrenos, imóveis).
- Adquira propriedade intelectual inovadora. Hoje em dia, a propriedade intelectual tornou-se uma das competências essenciais das empresas.[16] Estudos demonstraram que a transferência e integração bem-sucedidas de conhecimento após uma fusão ou aquisição tem um impacto positivo na capacidade inovadora e no desempenho da empresa.[17]
- Aquisições assassinas: As empresas estabelecidas podem adquirir alvos inovadores apenas para descontinuar os projetos de inovação do alvo e evitar a concorrência futura.[18]
- Estratégia de Saída: Algumas start-ups nas indústrias tecnológicas e farmacêuticas citam explicitamente uma potencial aquisição futura como uma “estratégia de saída” quando procuram financiamento inicial de capital de risco. O potencial de aquisição conduz, portanto, a níveis mais elevados de financiamento para projetos de risco ou inovadores.[19]

Megadeals – negócios de pelo menos US$ 1 bilhão – tendem a enquadrar-se em quatro categorias distintas: consolidação, extensão de capacidades, transformação de mercado impulsionada pela tecnologia e abertura de capital.
- Diversificação: Embora isto possa proteger uma empresa contra uma recessão numa indústria individual, não proporciona valor, uma vez que é possível aos accionistas individuais alcançar a mesma cobertura, diversificando as suas carteiras a um custo muito mais baixo do que aqueles associados a uma fusão. (Em seu livro One Up on Wall Street, Peter Lynch chamou isso de "dipiorização".) [20]
- Arrogância do gestor : excesso de confiança do gestor sobre as sinergias esperadas de fusões e aquisições que resulta em pagamento indevido para a empresa-alvo. [21] Demonstrou-se que o efeito do excesso de confiança dos gestores nas fusões e aquisições se aplica tanto aos CEOs [22] como aos diretores do conselho.
- Construção de impérios: Os gestores têm empresas maiores para gerir e, portanto, mais poder.
- Remuneração dos gestores: No passado, certas equipes de gestão executiva tinham seu pagamento baseado no valor total do lucro da empresa, em vez do lucro por ação, o que daria à equipe um incentivo perverso para comprar empresas para aumentar o lucro total e ao mesmo tempo diminuir o lucro por ação (que prejudica os donos da empresa, os acionistas).

## Tipos diferentes

### Por funções funcionais no mercado
O próprio processo de F&A é multifacetado e depende do tipo de empresa incorporada.
- Uma fusão horizontal geralmente ocorre entre duas empresas do mesmo setor de negócios. Um exemplo de fusão horizontal seria se uma editora de videogame comprasse outra editora de videogame, por exemplo, a Square Enix adquirindo a Eidos Interactive . [23] Isso significa que a sinergia pode ser obtida de diversas formas, como; aumento da participação de mercado, redução de custos e exploração de novas oportunidades de mercado.
- Uma fusão vertical representa a compra de fornecedor de uma empresa. Em um exemplo semelhante, se uma editora de videogame adquirir uma empresa de desenvolvimento de videogame para reter as propriedades intelectuais do estúdio de desenvolvimento, por exemplo, a Kadokawa Corporation adquirirá a FromSoftware . [24] A compra vertical visa reduzir custos indiretos de operações e economia de escala.
- Conglomerado M&A é a terceira forma de processo de M&A que trata da fusão entre duas empresas irrelevantes. O exemplo relevante de fusões e aquisições de conglomerado seria se uma editora de videogame comprasse um estúdio de animação, por exemplo, quando a Sega Sammy Holdings subsidiou a TMS Entertainment . [25] O objectivo é muitas vezes a diversificação de bens e serviços e o investimento de capital.

## Considerações sobre a marca
Fusões e aquisições muitas vezes criam problemas de marca, começando com o nome da empresa após a transação e detalhando o que fazer com marcas de produtos sobrepostas e concorrentes. E, dada a capacidade de as escolhas de marca certas gerarem preferência e ganharem um preço premium, o sucesso futuro de uma fusão ou aquisição depende de escolhas sábias de marca. Os tomadores de decisão de marca podem essencialmente escolher entre quatro abordagens diferentes para lidar com questões de nomenclatura, cada uma com prós e contras específicos:
1. Mantenha um nome e interrompa o outro. A marca legada mais forte e com as melhores perspectivas para o futuro continua viva. Na fusão da United Airlines e da Continental Airlines, a marca United continuará avançando, enquanto a Continental é aposentada.
2. Mantenha um nome e rebaixe o outro. O nome mais forte torna-se o nome da empresa e o mais fraco é rebaixado a marca divisional ou marca de produto. Um exemplo é a Caterpillar Inc. mantendo o nome Bucyrus International.[27]
3. Mantenha os dois nomes e use-os juntos. Algumas empresas tentam agradar a todos e manter o valor de ambas as marcas, utilizando-as em conjunto. Isto pode criar um nome difícil de manejar, como no caso da PricewaterhouseCoopers, que desde então mudou sua marca para “PwC”.
4. Descarte os dois nomes legados e adote um totalmente novo. O exemplo clássico é a fusão da Bell Atlantic com a GTE, que se tornou a Verizon Communications.

Os fatores que influenciam as decisões da marca numa transação de fusão ou aquisição podem variar de políticos a táticos. O ego pode impulsionar a escolha, assim como fatores racionais, como o valor da marca e os custos envolvidos na mudança de marca.

## História
A maioria das histórias de fusões e aquisições começa no final do século XIX, nos Estados Unidos. No entanto, as fusões coincidem historicamente com a existência de empresas. Em 1708, por exemplo, a Companhia das Índias Orientais fundiu-se com um antigo concorrente para restaurar o seu monopólio sobre o comércio indiano. Em 1784, os bancos italianos Monte dei Paschi e Monte Pio foram unidos como Monti Reuniti. Em 1821, a Hudson's Bay Company fundiu-se com a rival North West Company.

### O Grande Movimento de Fusão: 1895–1905
O Movimento da Grande Fusão foi um fenômeno empresarial predominantemente norte-americano que aconteceu de 1895 a 1905. Durante este período, pequenas empresas com pouca quota de mercado consolidaram-se com empresas semelhantes para formar instituições grandes e poderosas que dominaram os seus mercados, como a Standard Oil Company, que no seu auge controlava quase 90% da indústria global de refinaria de petróleo. Estima-se que mais de 1.800 destas empresas desapareceram em consolidações, muitas das quais adquiriram participações substanciais nos mercados em que operavam. Os veículos utilizados foram os chamados trustes. Em 1900, o valor das empresas adquiridas em fusões era de 20% do PIB. Em 1990 o valor era de apenas 3% e de 1998 a 2000 rondava os 10-11% do PIB. Empresas como DuPont, US Steel e General Electric que se fundiram durante o Grande Movimento de Fusões conseguiram manter o seu domínio nos seus respectivos setores até 1929 e, em alguns casos, hoje, devido aos crescentes avanços tecnológicos dos seus produtos, patentes e marcas. reconhecimento por parte de seus clientes. Havia também outras empresas que detinham a maior quota de mercado em 1905, mas ao mesmo tempo não tinham as vantagens competitivas de empresas como a DuPont e a General Electric. Estas empresas, como a International Paper e a American Chicle, viram a sua quota de mercado diminuir significativamente em 1929, à medida que concorrentes mais pequenos uniram forças entre si e proporcionaram muito mais concorrência. As empresas que se fundiram eram produtoras em massa de bens homogêneos que podiam explorar a eficiência da produção em grande volume. Além disso, muitas destas fusões eram de capital intensivo. Devido aos elevados custos fixos, quando a procura caiu, estas empresas recém-fundidas tiveram um incentivo para manter a produção e reduzir os preços.

### Maiores negócios da história
Os dez maiores negócios da história de fusões e aquisições acumulam um valor total de US$ 1.118.963 trilhão.
| Data anunciada | Nome do adquirente         | Adquirente no meio da indústria | Nação adquirente | Nome do destino                  | Segmentar o meio da indústria | Nação alvo     | Valor da transação ($mil) |
| -------------- | -------------------------- | ------------------------------- | ---------------- | -------------------------------- | ----------------------------- | -------------- | ------------------------- |
| 14/11/1999     | Vodafone Air Touch PLC     | Sem fio                         | Reino Unido      | Mannesmann AG                    | Sem fio                       | Alemanha       | 202.785,13                |
| 10/01/2000     | América Online Inc.        | Software e serviços de Internet | Estados Unidos   | Time Warner                      | Filmes/Audiovisual            | Estados Unidos | 164.746,86                |
| 26/06/2015     | Altice Sá                  | Cabo                            | Luxemburgo       | Altice Sá                        | Cabo                          | Luxemburgo     | 145.709,25                |
| 02/09/2013     | Verizon Comunicações Inc.  | Serviços de Telecomunicações    | Estados Unidos   | Verizon Wireless Inc.            | Sem fio                       | Estados Unidos | 130.298,32                |
| 29/08/2007     | Acionistas                 | Outras finanças                 | Suíça            | Philip Morris Internacional Inc. | Tabaco                        | Suíça          | 107.649,95                |
| 16/09/2015     | Anheuser-Busch InBev SA/NV | Alimentos e Bebidas             | Bélgica          | SABMiller PLC                    | Alimentos e Bebidas           | Reino Unido    | 101.475,79                |
| 25/04/2007     | RFS Holdings BV            | Outras finanças                 | Holanda          | ABN-AMRO Holding NV              | Bancos                        | Holanda        | 98.189,19                 |
| 04/11/1999     | Pfizer Inc.                | Produtos farmacêuticos          | Estados Unidos   | Warner-Lambert Co.               | Produtos farmacêuticos        | Estados Unidos | 89.167,72                 |
| 22/10/2016     | AT&T                       | meios de comunicação            | Estados Unidos   | Time Warner                      | meios de comunicação          | Estados Unidos | 88.400                    |
| 01/12/1998     | Exxon                      | Gás de petróleo                 | Estados Unidos   | Móvel                            | Gás de petróleo               | Estados Unidos | 78.945,79                 |

## Transfronteiriço

### Introdução
Num estudo realizado em 2000 pelo Lehman Brothers, descobriu-se que, em média, grandes negócios de fusões e aquisições fazem com que a moeda nacional da empresa-alvo se valorize 1% em relação à moeda local do adquirente. Até 2018, foram realizados cerca de 280.472 negócios transfronteiriços, o que acumula um valor total de quase USD 24.069 bilhões. 
A ascensão da globalização aumentou exponencialmente a necessidade de agências como a Compensação Internacional de Fusões e Aquisições (MAIC), contas fiduciárias e serviços de compensação de títulos para bolsas semelhantes para fusões e aquisições transfronteiriças. Em uma base global, o valor das fusões e aquisições transfronteiriças aumentou sete vezes durante a década de 1990. Só em 1997, ocorreram mais de 2.333 transações transfronteiriças, num valor total de aproximadamente 298 bilhões de dólares. No Reino Unido, os adquirentes podem enfrentar reguladores de pensões com poderes significativos, além de um ambiente global de fusões e aquisições que é geralmente mais favorável aos vendedores do que nos EUA. No entanto, o actual aumento nas fusões e aquisições transfronteiriças globais tem sido chamado de "Nova Era de Descoberta Econômica Global".